# Elatinaceae
Elatinacea es una familia cosmopolita con dos géneros y alrededor de 40 especies. 

## Descripción
Está compuesta principalmente por hierbas acuáticas que vegetan en aguas dulces, bordes de lagunas o terrenos anegadizos. 
Hojas opuestas o verticiladas, simples, estipuladas. Flores hermafroditas, zigomorfas, solitarias o en cimas; cáliz con 2 - 5 sépalos libres o soldados en la base; corola con 2 - 5 pétalos libres; androceo isostémono o diplostémono; gineceo sincárpico súpero con 2 - 5 carpelos. Frutos en cápsula septicida. 

## Taxonomía
La familia  fue descrita por Barthélemy Charles Joseph Dumortier y publicado en Analyse des Familles de Plantes 44, 49. 1829.

## Géneros
- Bergia
- Elatine

- Elatine alsinastrum L. (hojas verticiladas).
- Elatine hexandra (Lapierre) DC.
- Elatine hydropiper L.
- Elatine macropoda Guss.